# Befehlshaber der Landstreitkräfte der Ostsee
Der Befehlshaber der Landstreitkräfte der Ostsee (B. O. L.) war eine Kommandobehörde der Reichsmarine. Neben dem Befehlshaber der Landstreitkräfte der Ostsee existierte noch ein Befehlshaber der Seestreitkräfte der Ostsee.

## Geschichte
Im Juni 1920 wurde der Befehlshaber der Landstreitkräfte der Ostsee in Stralsund aufgestellt und alle Landdienststelle der jeweiligen Marinestation diesem unterstellt. Je Marinestation wurden drei Küstenwehrabteilungen aus den aufgelösten Marine-Brigaden gebildet und dem jeweiligen Befehlshaber unterstellt. Zeitgleich entstand eine Schiffstammdivision der Ostsee.
Die Küstenwehrabteilungen hatte die Stärke und Gliederung eines Infanterie-Bataillons und war mit drei Schützen- und einer Maschinengewehr-Kompanie. Die Küstenwehrabteilungen hatten die infanteristischen Aufgaben früherer Seebataillone und auch die der Matrosen-Artillerie-Abteilungen übernommen.
1926 wurden die Küstenwehrabteilungen in Marine-Artillerie-Abteilungen umbenannt und der Befehlshaber aufgelöst.

## Unterstellte Einheiten

### Küstenwehrabteilung I

#### Geschichte
Anlässlich der Auflösung der Eisernen Division wurde ein Marineerlass herausgegeben, der auch als Sonderausgabe des Ostsee-Stationstagesbefehl Nr. 129 vom 4. Oktober 1919 erschien. Darin wurde der Einsatz der Eisernen Division als vorbildlich hingestellt und angeordnet, dass in Erinnerung daran die neu gebildete Küstenwehrabteilung I den Namen „Eiserne Division (Küstenwehrabteilung I)“ zu führen habe. Doch wurde schon wenig später nur noch von der Küstenwehrabteilung I gesprochen.
Stationiert war die Küstenwehrabteilung I 1922 in Swinemünde.

#### Kommandeure (Auswahl)
- Fregattenkapitän/Kapitän zur See Max Hagedorn: von der Aufstellung 1919 bis August 1920
- Fregattenkapitän Erich Mahrholz: von 1921 bis 1923
- Korvettenkapitän Hasso von Bredow: 1925, vorher Kommandeur der Küstenwehrabteilung II

### Küstenwehrabteilung III

#### Geschichte
Der Stab, die 2. und 3. Kompanie, sowie die MG-Kompanie waren in Kiel-Wik stationiert. Die 1. Kompanie stand in Friedrichsort.

#### Kommandeure (Auswahl)
- Korvettenkapitän/Fregattenkapitän Friedrich Hermann: von der Aufstellung 1920 bis März 1921
- Korvettenkapitän Hans Kolbe: von 1921 bis 1923
- Korvettenkapitän Otto Schultze: von 1923 bis 1925

### Küstenwehrabteilung V

#### Geschichte
Die Küstenwehrabteilung war in Pillau stationiert.

#### Kommandeure (Auswahl)
- Korvettenkapitän Rolf Carls: 1922

- Kapitän zur See Friedrich Hermann: von Mai 1925 bis Oktober 1925 mit der Wahrnehmung der Geschäfte beauftragt, zugleich Kommandant von Pillau

## Gliederung
1922
- Küstenwehrabteilung I
- Küstenwehrabteilung III
- Küstenwehrabteilung V

## Befehlshaber (Auswahl)
- Kapitän zur See Fritz Sachße: vom 21. September 1920 bis zum 30. September 1922

## Chefs des Stabes (Auswahl)
- Fregattenkapitän Richard Foerster: 1921/22